# Heidi (Fernsehserie, 1978)
Heidi ist eine in Deutschland, Österreich und der Schweiz koproduzierte Kinderserie mit 26 Teilen aus dem Jahr 1978, von der auch eine Filmfassung entstand.

## Handlung
Die verwaiste Heidi wird von ihrer Tante Dete zu ihrem einsiedlerischen Großvater gebracht, dem Alpöhi, der zunächst nicht davon begeistert ist, das Kind aufzunehmen. Er lebt schon lange zurückgezogen auf seiner Alp. Er hat sich  mit den Dorfbewohnern zerstritten, die nun entsetzt sind, dass Dete das Kind ausgerechnet zu diesem Einsiedler bringen will. Da Dete aber eine Stellung in Frankfurt am Main bekommen hat, hat sie keine andere Wahl.
Es gelingt Heidi durch ihre liebenswerte Art, das Herz des alten Mannes zu erweichen. Bald gewinnt der Alpöhi seine Enkeltochter lieb und kommt auch mit den Dorfbewohnern wieder ins Reine.
Später holt Dete Heidi nach Frankfurt, weil dort Klara, die Tochter eines wohlhabenden Kaufmannes, eine Gefährtin braucht. Klara sitzt im Rollstuhl und kommt so kaum aus dem Haus. Heidi ist traurig, dass sie ihre geliebten Berge verlassen muss.
In Frankfurt verzaubert Heidi bald alle mit ihrer liebenswerten Art. Allerdings wird sie vor Heimweh krank und darf schließlich zum Alpöhi zurückkehren.
Als Klara auch auf die Alp kommt – sie wird dazu von Bediensteten getragen – ist das Glück fast perfekt. Zwar gefällt es dem Geissenpeter, Heidis Freund auf der Alp, zunächst gar nicht, dass Heidi sich so viel um das Stadtmädchen kümmert. Aber auch er versöhnt sich mit allen. Und dann geschieht ein Wunder: Durch Heidis Hilfe lernt Klara wieder gehen.

## Besonderheiten
Die Verfilmung orientiert sich sehr stark an den Romanen Heidis Lehr- und Wanderjahre und Heidi kann brauchen, was es gelernt hat von Johanna Spyri.
Dank des Serienformats mit 26 Folgen von je 25 Minuten kann die Geschichte sehr ausführlich erzählt werden. Bei der Verfilmung wurde viel Wert auf eine realistische Darstellung der Lebensverhältnisse zur Zeit der Handlung gelegt.
Koproduzenten waren das öffentlich-rechtliche Schweizer Fernsehen DRS (Zürich), TELVETIA (Genf), WIR Werbung im Rundfunk (Frankfurt am Main) und die Australische API (Sydney). Es wirkten zahlreiche bekannte Schauspieler mit. Die Aufnahmen entstanden in der Schweiz (Grevasalvas, Engadin) und in Frankfurt am Main. Einzelne der im damaligen Frankfurt spielenden Szenen wurden in Zürich gedreht. Die Folge 9 (Ein Ausflug) wurde unter anderem auf dem Marktplatz in Heppenheim (Bergstraße) gedreht.

## Episoden
1. Im Dörfli
2. Der Alp-Öhi
3. Der Geißenpeter
4. Die Großmutter
5. Im Winter
6. Die Abreise
7. Ankunft in Frankfurt
8. Das Haus Sesemann
9. Ein Ausflug
10. Unruhe im Haus Sesemann
11. Ein Schrank voller Brötchen
12. Herr Sesemann
13. Die Großmama
14. Heimweh
15. Das Gespenst
16. Die Heimreise
17. Wieder daheim
18. Überraschungen
19. Die Aussöhnung
20. Der alte Doktor
21. Besuch aus Frankfurt
22. Im Winterhaus
23. Klara kommt
24. Der Rollstuhl
25. Das Telegramm
26. Glückliches Ende